# S/S Atos
Ångfartyget Atos av Helsingborg torpederades av den tyska ubåten U-57 vid Skottlands sydvästkust den 3 augusti 1940.

## Historik
Den sänkta ångaren levererades 1902 till det 1892 bildade Ångfartygs AB Karin i Helsingborg. Fartyget som ursprungligen hette Marie, var bolagets femte och näst största. 1913 begick en dansk matros självmord genom att hoppa överbord från Marie då hon befann sig i Östersjön.
1916 såldes Marie till skeppsredare Dan Broström i Göteborg som då var Sveriges sjöminister. I sju år tillhörde ångaren Broströmkoncernen men återvände sedan till sin ursprungliga hemstad, Helsingborg. Atos förste befälhavare efter återkomsten blev kapten H.J. Lundgren som förde henne fram till 1930. kapten Lundgren bildade då Rederi AB Sigyn, vars fartyg S/S Sigyn torpederades några dagar innan Atos rönte samma öde. Under andra världskriget inträffade det märkliga att både den yngre och den äldre Atos, som på sista tiden bar namnet Varia, sänktes ungefär samtidigt.

## Torpederingen
Efter tillkomsten av Skagerackspärren vid tyskarnas ockupation av Danmark och Norge våren 1940 hade Sverige en tid förbindelse med yttervärlden via Petsamo, den finska nordhamnen. Atos var på väg dit och hade vid tillfället en besättning på 22 man och medförde dessutom sex passagerare.
Det var dagen efter avgången från Glasgow som Atos 09:20 träffades av en torped från den tyska ubåten U-57 varvid större delen av akterskeppet slets bort. I lastrummet och på däck slungades befintlig last högt upp i luften och fartyget började omedelbart att sjunka. På grund av att det stora ångröret sprungit och ånga strömmande ut midskepps, var det omöjligt att genast komma till livbåtarna. Efter en kort stund skingrades emellertid ångan och livbåtarna blev då i hast bemannade och sjösatta. Det tog inte mer än 4-5 minuter från torpederingen tills fartyget sjönk. Den vid olyckan omkomne båtsmannen Nilsson, dödades säkerligen omedelbart vid explosionen då han befann sig på treans lucka, vilken liksom däcket bortslets vid detonationen. Inte förrän besättningen kommit i livbåtarna observerades ubåten, akter om tvärs på ungefär en sjömils avstånd. Efter ca 7 minuter gick den i undervattensläge och försvann.
Livbåtarna satte segel och styrde mot land, en av livbåtarna hade gått läck vid sjösättningen, men de överlevande lyckades täta läckan med bomull. Efter en timmas seglats upptogs båda livbåtsbesättningarna av den isländska trålaren Skutull och infördes till Fleetwood.

## Omkommen
- Passageraren Båtsman Gustav Nilsson, Höganäs